# Comfort (album de Maya Jane Coles)
Pour les articles homonymes, voir Comfort.
Comfort est le premier album studio de Maya Jane Coles, dont la date de sortie officielle est le 28 juin 2013. Il est publié par le propre label de l'artiste, I Am Me.

## Liste des pistes
| No  | Titre            | Collaboration     | Durée |
| --- | ---------------- | ----------------- | ----- |
| 1.  | Comfort          |                   | 4:57  |
| 2.  | Easier to Hide   |                   | 5:01  |
| 3.  | Burning Bright   | Kim Ann Foxman    | 4:35  |
| 4.  | Dreamer          |                   | 4:04  |
| 5.  | Blame            | Nadine Shah       | 4:12  |
| 6.  | Stranger         |                   | 3:13  |
| 7.  | Everything       | Karin Park        | 4:09  |
| 8.  | Fall From Grace  | Catherine Pockson | 4:58  |
| 9.  | Wait For You     | Tricky            | 3:52  |
| 10. | When I'm in Love | Thomas Knights    | 4:30  |
| 11. | Take a Ride      | Miss Kittin       | 4:05  |
| 12. | Come Home        |                   | 3:39  |